# フェリーガイド
フェリーガイドは、HBCラジオで放送されていた東日本フェリー一社提供による同社の運航案内番組。少なくとも1985年（昭和60年）秋には放送されていたが、2007年（平成19年）に終了した。

## 内容
月曜から土曜の午前・午後各1回の放送で、土曜午後のみ独立番組だったほかは、各ワイド番組に内包されていた。青森県でもHBCラジオが聴取可能なことから、「下北・青森方面をドライブ中の方もぜひお聴き下さい」で始まり、「次の情報は○時○○分ころにお伝えします。どうぞ、今お聴きのHBCにダイヤルをお合わせ下さい」で終わっていた。なお土曜午後の放送のみ、「それではこれで、東日本フェリーガイドを終わります」となった。